# Bring the Rain
"Bring the Rain" é uma canção gravada pela banda MercyMe.
É o terceiro single do quinto álbum de estúdio lançado a 25 de abril de 2006, Coming Up to Breathe.
Em 2008, a canção foi nomeada para os Dove Awards na categoria "Song of the Year".